# ロイド・アイスラー
ロイド・アイスラー（Lloyd Edgar Eisler、1963年4月28日 - ）は、カナダのオンタリオ州シーフォース出身のフィギュアスケート選手。
1992年アルベールビルオリンピック、1994年リレハンメルオリンピックペア銅メダリスト。1993年世界フィギュアスケート選手権ペアチャンピオン。パートナーはイザベル・ブラスール、カタリーナ・マトウセクなど。

## 経歴
- ロリー・バイアーとペアを組み、1981年世界ジュニアフィギュアスケート選手権2位。
- 1982年、カタリーナ・マトウセクとペアを結成。
- 1985年、カレン・ウェストビーとペア結成。
- 1987年、イザベル・ブラスールとペア結成。
- 1992年アルベールビルオリンピックで銅メダルを獲得。
- 1993年世界フィギュアスケート選手権優勝。
- 1994年リレハンメルオリンピックで2大会連続の銅メダルを獲得。
- 1994年プロ転向、ブラスールらとともにフィギュアスケート関連のテレビ番組、イベント制作会社を設立。重病の子供へのチャリティーも行う。
- 1996年、ブラスールと自伝を共著。
- 2004年引退。コーチとなるが、2006年10月、生徒にセクハラメールを送っていたかどでカナダでのコーチ資格を停止となる（しかし停止期間中、アメリカ合衆国でコーチ業を行っていた）。
- 2006年、FOXテレビのリアリティ番組 Skating with Celebritiesに出演。パートナーの女優クリスティ・スワンソンとその後交際ののち、2009年に結婚している[1]。

## 主な戦績
| 大会/年       | 80-81 | 81-82 | 82-83 | 83-84 | 84-85 | 85-86 | 86-87 | 87-88 | 88-89 | 89-90 | 90-91 | 91-92 | 92-93 | 93-94 |
| ------------- | ----- | ----- | ----- | ----- | ----- | ----- | ----- | ----- | ----- | ----- | ----- | ----- | ----- | ----- |
| オリンピック  |       |       |       | 8     |       |       |       | 9     |       |       |       | 3     |       | 3     |
| 世界選手権    |       | 9     | 10    | 5     | 3     |       |       | 7     | 7     | 2     | 2     | 3     | 1     | 2     |
| カナダ選手権  | 2     | 2     | 3     | 1     |       | 3     |       | 2     | 1     | 3     | 1     | 1     | 1     | 1     |
| 世界Jr.選手権 | 2     |       |       |       |       |       |       |       |       |       |       |       |       |       |

81-82まではロリー・バイアーとのペア。
82-83から84-85までカタリーナ・マトウセクとのペア。
85-86はカレン・ウェストビーとのペア。
87-88よりイザベル・ブラスールとのペア。